# Lepidanthrax periphanus
Lepidanthrax periphanus är en tvåvingeart som beskrevs av Hall 1976. Lepidanthrax periphanus ingår i släktet Lepidanthrax och familjen svävflugor. Inga underarter finns listade i Catalogue of Life.